# Universal Disk Format
Das Universal Disk Format (UDF) ist ein von der Optical Storage Technology Association (OSTA) entwickeltes und spezifiziertes, vor allem bei DVDs verwendetes, plattformunabhängiges Dateisystem, welches zunehmend das ältere ISO-9660-Format ablöst. UDF wurde als ISO 13346 normiert, das auch unter dem Namen ECMA-167 bekannt ist. Prinzipiell ist UDF jedoch für alle RW- und RO-Medien sinnvoll einsetzbar, inklusive Festplatten, sofern das verwendete Betriebssystem UDF unterstützt.
Im Vergleich zu ISO 9660 fallen bei UDF einige Beschränkungen weg:
- Dateinamen können bei UDF bis zu 255 Zeichen lang sein, wobei aus insgesamt 64.000 möglichen Zeichen gewählt werden kann. (Zum Vergleich: Bei ISO 9660 Level 1: bis zu 8 Zeichen für den Dateinamen plus 3 für die Dateinamen-Erweiterung; bei ISO 9660 Level 2: bis zu 31 ISO-Zeichen; bei Joliet: bis zu 64 Unicode-Zeichen.)
- Keine Beschränkung der Verzeichnistiefe auf acht Ebenen; maximale Pfadlänge: 1023 Zeichen.
- Unterstützung von 8- und 16-Bit-Zeichensätzen.
- Unterscheidung der Groß- und Kleinschreibung in Dateinamen.
- Speicherung der Dateiattribute verschiedener Betriebssysteme.
- Erweiterung der möglichen Größe des Dateisystems in den Tebibyte-Bereich; Aufhebung der maximalen Dateigröße von zwei Gibibyte.
- Optimierungen für das Beschreiben von DVD±R/DVD-RW und DVD-RAM.

## Kompatibilität
Eine Kompatibilität von UDF-Medien zu ISO 9660 kann durch DVD MicroUDF mit einem ISO 9660 Level 3-Layer hergestellt werden; die so entstehende UDF/ISO-Bridge-Disc kann dann, je nach Treiber, als UDF- oder ISO-Medium identifiziert werden. Durch die UDF/ISO-Bridge ist ein älteres Betriebssystem oder Gerät, etwa beispielsweise Windows 95 oder ein gängiger DVD-Player, in der Lage, die enthaltenen Dateien aus dem ISO9660-Dateisystem zu lesen, während modernere Betriebssysteme oder Geräte das ebenfalls enthaltene UDF-Dateisystem verwenden. Alle neueren Windows-Versionen unterstützen bereits den Lesezugriff auf UDF, jedoch nicht in jeder UDF-Version. Linux ab Kernel 2.6, Mac OS ab 8.6 unterstützen UDF lesend und schreibend zumindest bis UDF 1.50, Windows ab Vista bis UDF 2.50. Linux kann UDF bis Version 2.60 lesen, aber UDF 2.50 ist das Maximum, was mkudffs, die UDF-Komponente sämtlicher Opensource-Brennprogramme, erstellen kann. UDF-Dateisysteme höherer Versionen als 2.01 können vom Linux-UDF-Treiber selbst nicht beschrieben werden. Zum Erstellen und Brennen von UDF 2.5 und 2.6 ist unter Linux das kommerzielle Nero Linux 4 bis dato die einzige Option.
UDF-CDs/DVDs oder entsprechende ISOs lassen sich mit geeigneten Tools erstellen, die zusammen mit dem Betriebssystem oder der jeweiligen Distribution mitgeliefert werden. Hingegen war in den 2000er-Jahren unter Windows und Mac OS der Zukauf eines kostenpflichtigen Brennprogramms oft Voraussetzung gewesen.
Das UDF-Format ist zudem das bevorzugte Dateisystem für Packet-Writing. Mit Packet-Writing ist es möglich, ein beschreibbares optisches Medium ähnlich wie eine Wechselfestplatte oder einen USB-Stick zu benutzen. Packet-Writing mittels UDF wird derzeit von fast allen Betriebssystemen unterstützt, prominenteste Ausnahme ist Windows XP, für das es jedoch zahlreiche Packet-Writing-Programme von Dritt-Anbietern gibt.
Die Recordingfunktion von Windows Vista formatiert CD-Rs / DVD-Rs, auch ohne Zutun des Benutzers, als UDF, teils noch bevor der Auftrag zum Schreiben einer Datei auf den Datenträger gegeben wurde. Die so automatisch erstellten CDs / DVDs sind inkompatibel zu Windows 2000 und älteren Betriebssystemen.

## Versionen
Im Laufe der Jahre sind folgende Versionen von UDF erschienen:
1.00(24. Oktober 1995) für CD-ROM: Neuerungen:: - Erstmalige Einführung
1.01(3. November 1995) erste Ergänzungen für DVD: Neuerungen:: - DVD-Anhang hinzugefügt
1.02(30. August 1996) Standard-Format der DVD-Video: Neuerungen:: - Grundlegende Unterstützung für Dateien und Verzeichnisse: - Einfache Dateinamen, keine erweiterten Funktionen wie Unicode-Zeichen oder lange Dateinamen
1.50(4. Februar 1997) Standard-Format für wiederbeschreibbare Daten-DVDs (DVD-RAM, DVD±RW, aber auch CD-RW): Neuerungen:: - Unterstützung für Unicode-Zeichen und lange Dateinamen
2.00(3. April 1998) Standard-Format für Filmaufnahmen auf DVD-RAM: Neuerungen:: - Einführung Möglichkeit Medien hinzuzufügen und zu löschen (Prinzip: CD/RW): - Unterstützung Schreibschutz und Datei-Berechtigungen
2.01(15. März 2000) Fehlerbehebungen zu 2.00: Neuerungen:: - Fehlerbehebungen: - Bessere Unterstützung für Dateisystem-Integrität und Stabilität
2.50(30. April 2003) für BD-RE: Neuerungen:: - Erweiterte Funktionen für Videoaufnahmen und Metadaten
2.60(1. März 2005) für BD-R
UDF 1.0x findet man meist gemeinsam mit ISO 9660 als UDF/ISO-Bridge, um eine bessere Kompatibilität zu älteren Betriebssystemen und Geräten zu erreichen.
Für die Verwendung als Disketten-Ersatz, beispielsweise DVD-RAM oder Packet-Writing auf CD-R(W) und DVD±R(W), ist UDF erst ab Version 1.50 geeignet. UDF 1.50 wird jedoch erst von modernen Betriebssystemen (Windows ab Windows 2000 lesend und ab Windows Vista auch schreibend, Mac OS ab Mac OS 8.6 lesend und schreibend, macOS ab 10.4 UDF 2.0, ab 10.5 auch UDF 2.6; Linux ab Kernel 2.4 lesend und ab Kernel 2.6 auch schreibend, jedoch nur bis UDF 2.01, UDF 2.60 lesend ab Kernel 2.6) unterstützt.
Neuerungen:
- Verbesserung der Fehler-Erkennung und -Korrektur, Dateisystemstruktur und Kompatibilität mit aktuellen Betriebssystemen

## Normen und Standards
- ISO/IEC 13346 (Teile 1 bis 5), basiert auf der ECMA-167.